# Elecciones parlamentarias de Senegal de 1998

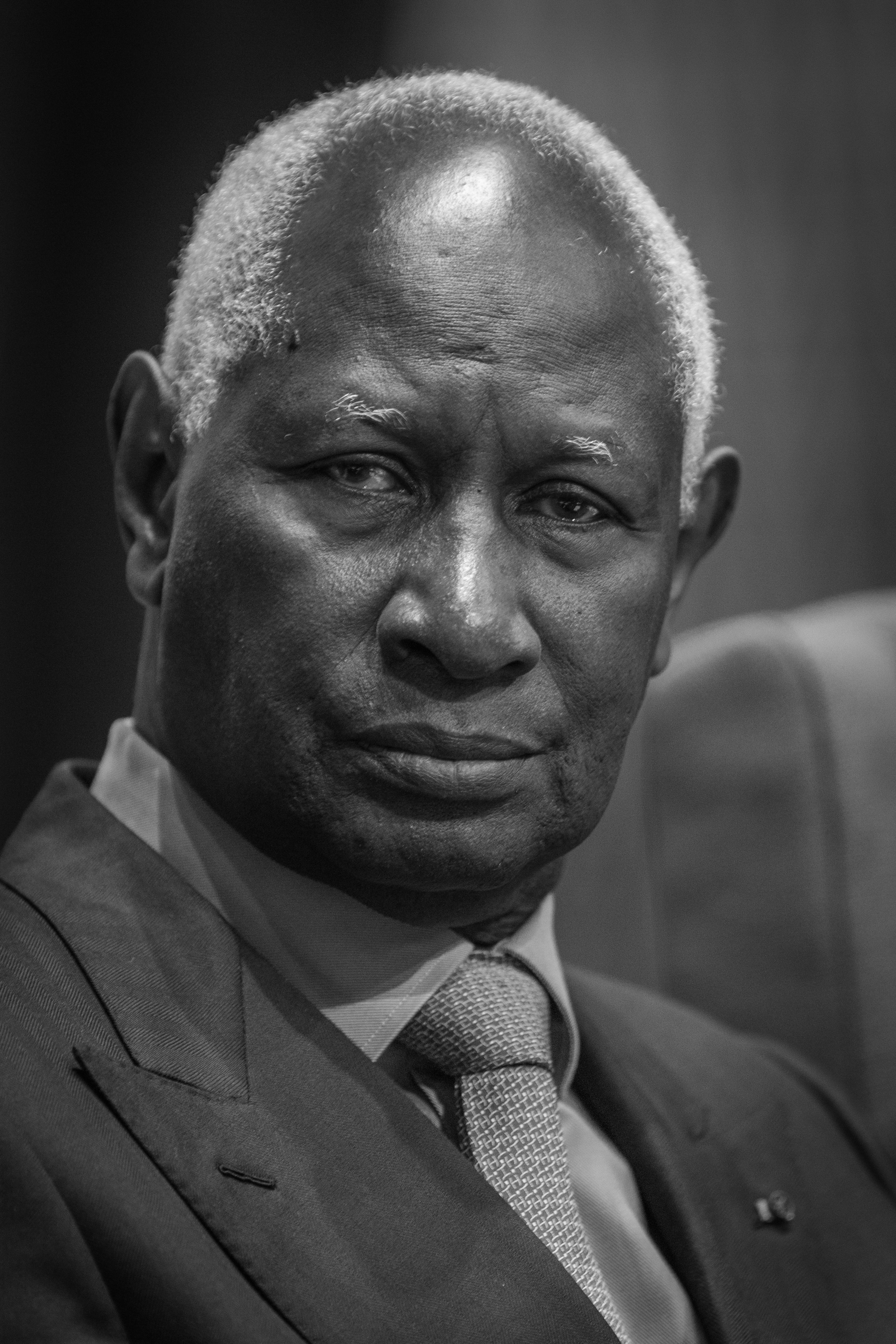
Abdou Diouf par Claude Truong-Ngoc, noviembre de 2013.

Las elecciones parlamentarias de Senegal fueron realizadas el 24 de mayo de 1998. El resultado fue la victoria  para el gobernante Partido Socialista, el cual obtuvo 93 de los 140 escaños. La participación electoral fue de un 38.8%.

## Resultados
| Partido                                                | Votos     | %    | Escaños | +/-    |
| ------------------------------------------------------ | --------- | ---- | ------- | ------ |
| Partido Socialista                                     | 612.559   | 50.2 | 93      | +9     |
| Partido Democrático Senegalés                          | 233.287   | 19.1 | 23      | -4     |
| Unión por la Renovación Democrática                    | 161.320   | 13.2 | 11      | Nuevo  |
| Partido Africano/Jëf por la Democracia y el Socialismo | 60.673    | 5.0  | 4       | Nuevo* |
| Liga Democrática/Movimiento por el Partido Laborista   | 48.097    | 3.9  | 3       | 0      |
| Convención de Demócratas y Patriotas                   | 24.405    | 2.0  | 1       | Nuevo* |
| Frente por el Socialismo y la Democracia/Benno Jubël   | 16.282    | 1.3  | 1       | Nuevo  |
| Unión Democrática Senegalés/Renovación                 | 12.928    | 1.1  | 1       | 0      |
| Partido Laborista e Independiente                      | 10.764    | 0.9  | 1       | -1     |
| Congreso Nacional Democrático                          | 8.171     | 0.7  | 1       | Nuevo* |
| Bloque Centrista Gaïndé                                | 7.468     | 0.6  | 1       | Nuevo  |
| Congreso Patriótico Senegalés/Jammi Rewmi              | 4.614     | 0.4  | 0       | Nuevo  |
| Movimiento por el Socialismo y la Unidad               | 3.656     | 0.3  | 0       | Nuevo  |
| Movimiento Republicano Senegalés                       | 3.597     | 0.3  | 1       | Nuevo  |
| Partido Africano para la Independencia de las Masas    | 3.439     | 0.3  | 0       | Nuevo  |
| Congreso para el Progreso, la Justicia y el Socialismo | 3.397     | 0.3  | 0       | Nuevo  |
| Acción para el Desarrollo Nacional                     | 2.692     | 0.2  | 0       | Nuevo  |
| Unión por la Democracia y el Federalismo/Mbooloo MI    | 2.808     | 0.2  | 0       | Nuevo  |
| Votos en blanco/nulos                                  | 13.845    | -    | -       | -      |
| Total                                                  | 1.243.274 | 100  | 140     | +20    |
| Fuente: Nohlen et al.                                  |           |      |         |        |

* El Partido Africano/Jëf por la Democracia y el Socialismo, la Convención de Demócratas y Patríotas, y el Congreso Nacional Democrático, habían participado en las elecciones anteriores como parte de la coalición Vamos a Unir Senegal.